# Орбяска
Орбяска (рум. Orbeasca) — комуна у повіті Телеорман в Румунії. До складу комуни входять такі села (дані про населення за 2002 рік):
- Лечень (2607 осіб)
- Орбяска-де-Жос (2584 особи) — адміністративний центр комуни
- Орбяска-де-Сус (3237 осіб)

Комуна розташована на відстані 70 км на південний захід від Бухареста, 17 км на північ від Александрії, 122 км на схід від Крайови.

## Населення
За даними перепису населення 2002 року у комуні проживали 8428 осіб.
Національний склад населення комуни:
| Національність | Кількість осіб | Відсоток |
| -------------- | -------------- | -------- |
| румуни         | 8297           | 98,4%    |
| цигани         | 131            | 1,6%     |

Рідною мовою назвали:
| Мова      | Кількість осіб | Відсоток |
| --------- | -------------- | -------- |
| румунська | 8398           | 99,6%    |
| циганська | 30             | 0,4%     |

Склад населення комуни за віросповіданням:
| Релігія        | Кількість осіб | Відсоток |
| -------------- | -------------- | -------- |
| православні    | 8404           | 99,7%    |
| адвентисти     | 10             | 0,1%     |
| п'ятдесятники  | 7              | 0,1%     |
| бретрени       | 4              | < 0,1%   |
| греко-католики | 1              | < 0,1%   |
| баптисти       | 1              | < 0,1%   |

## Зовнішні посилання
- Дані про комуну Орбяска на сайті Ghidul Primăriilor